# Monas verden
Monas verden er en dansk film fra 2001, instrueret af Jonas Elmer efter et manuskript af Nikolaj Peyk.

## Medvirkende
- Sidse Babett Knudsen
- Thomas Bo Larsen
- Mads Mikkelsen
- Jesper Asholt
- Klaus Bondam
- Bjarne Henriksen
- Bodil Udsen
- Mette Horn
- Asger Reher
- Nicolas Bro
- Anders Nyborg
- Michel Castenholt
- Therese Glahn
- Fritze Hedemann
- Henrik Vestergaard